# The Parliaments
The Parliaments foi um quinteto doo-wop de Plainfield, Nova Jérsei surgido nos anos 1950. formado na sala de trás de uma barbearia no final da década de 1950 e nomeado após a marca de cigarros. Depois de algumas mudanças iniciais na equipe, sua formação se solidificou com George Clinton, Ray Davis, Fuzzy Haskins, Calvin Simon e Grady Thomas. Clinton era líder e gerente do grupo e faz parte do barbearia onde o grupo se reuniu para entreter clientes. O grupo mais tarde evoluiu para as bandas funk Parliament e Funkadelic, que encontraram sucesso na década de 1970.

## História
O grupo foi originalmente baseado em Frankie Lymon & the Teenagers, mas, na década de 1960, desenvolveu um som único baseado em estilos emergentes de música como soul e funk, com uma notável inclinação para letras esquisitas. O grupo lutou por hits durante a maior parte da década de 1960, gravando singles em uma variedade de pequenas gravadoras. Eles trocaram rótulos muitas vezes e lançaram vários singles de dupla face sem sucesso, incluindo "Poor Willie" (em Apt Records), "Lonely Island" (em Flipp) e "Heart Trouble" (no Golden World Records). Eventualmente, Clinton ganhou um emprego na Motown Records como compositor e produtor, fazendo viagens semanais a Detroit para produzir para The Pets, Roy Handy e outros artistas. Em 1967, The Parliaments lançou "(I Wanna) Testify" no Revilot e, finalmente, conseguiram um single de sucesso, com a música alcançando o terceiro lugar na parada R&B e o vígéssimo na parada Pop da Billboard. Na realidade, Clinton era o único membro do The Parliaments a aparecer nas canções, já que os outros membros não podiam viajar para Detroit para as gravações (cantores e músicos de estúdios completaram a gravação). Para aproveitar o sucesso do single, Clinton juntou uma banda de apoio para um passeio, expandindo o grupo The Parliaments para os cinco cantores mais cinco músicos de apoio.

Após o sucesso de "(I Wanna) Testify", Clinton ficou envolvido em uma disputa contratual em torno da falência da Revilot Records e perdeu temporariamente os direitos sobre o nome "The Parliaments". Para continuar a gravar para outras gravadoras, Clinton renomeou todo o conjunto Funkadelic (um nome cunhado pelo baixista Billy Bass Nelson). Clinton posicionou Funkadelic como uma banda de funk rock com os cinco músicos de apoio com os cinco cantores do The Parliaments como convidados não credenciados. Quando a Revilot declarou falência, o grupo The Parliaments vendidos para a Atlantic Records, e Clinton abandonou o doo-wop para evitar trabalhar para o Atlantic. Mesmo com Funkadelic operando como um grupo de estúdio e turnê, em 1970 Clinton relançou os The Parliaments como uma nova banda de funk baseada em R&B, agora conhecida como Parliament. A formação ainda consistia nos cinco cantores originais, mais os cinco músicos de apoio, com os dois grupos assinando com diferentes gravadoras e comercializados e executando diferentes tipos de funk.
Várias canções do repertório inicial do The Parliaments seriam reescritas nos futuros álbuns do Parliament e do Funkadelic, incluindo  "Testify," "The Goose," "All Your Goodies Are Gone," "Fantasy Is Reality," "Good Ole Music," "I Can Feel The Ice Melting," "What You Been Growing," "I'll Wait," e "That Was My Girl.". Em 1995, muitas das faixas originais do The Parliamentss foram reeditadas pelo selo Goldmine/Soul no álbum Testifyin '.

## Discografia

### Singles
- "Poor Willie" / "Party Boys"
- "Lonely Island" / "You Make Me Wanna Cry"
- "Heart Trouble" / "That Was My Girl"
- "(I Wanna) Testify" / "I Can Feel The Ice Melting"
- "All Your Goodies Are Gone" / "Don't Be Sore At Me"
- "Little Man" / "The Goose (That Laid The Golden Egg)"
- "Look At What I Almost Missed" / "What You Been Growing"
- "Good Ole Music" / "Time"
- "A New Day Begins" / "I'll Wait"